# ساغييكا
ساغييكا (Σαγαίικα) هي مدينة في أهيا في مقاطعة كينتريكي إلادا في اليونان.
يبلغ عدد سكانها حوالي 1,012 نسمة.